# Uvaria ovata
Uvaria ovata är en kirimojaväxtart som först beskrevs av Vahl och Michel Félix Dunal, och fick sitt nu gällande namn av A. Dc. Uvaria ovata ingår i släktet Uvaria och familjen kirimojaväxter.

## Underarter
Arten delas in i följande underarter:
- U. o. afzeliana
- U. o. afzeliana